# Lethrus tenuidens
Lethrus tenuidens is een keversoort uit de familie mesttorren (Geotrupidae). De wetenschappelijke naam van de soort werd in 1890 gepubliceerd door Edmund Reitter.